# Västfronten under första världskriget
Västfronten skapades vid första världskrigets utbrott 1914 då den tyska armén började invadera Luxemburg och Belgien och fick sedan militär kontroll över viktiga industriregioner i Frankrike. Striderna pågick mellan 1914 och 1918 och bestod till största delen av ett skyttegravskrig där ingen av sidorna kunde åstadkomma något genombrott. Under krigets inledning sommaren 1914 följde tyskarna Schlieffenplanen och fransmännen Plan XVII. Schlieffenplanen fungerade bäst, men man lyckades inte omringa den franska armén utan stoppades i slaget vid Marne och sedan grävde båda sidorna ner sig i skyttegravar och utkämpade flera blodiga slag. På våren 1918 satte tyskarna in en sista offensiv för att kunna vinna kriget innan amerikanernas trupper kunde sättas in i kriget. Offensiven stoppades och ententen startade en offensiv som till slut tvingade tyskarna att kapitulera.

## 1914 års fälttåg

### Inmarschen i Belgien och slaget om gränserna

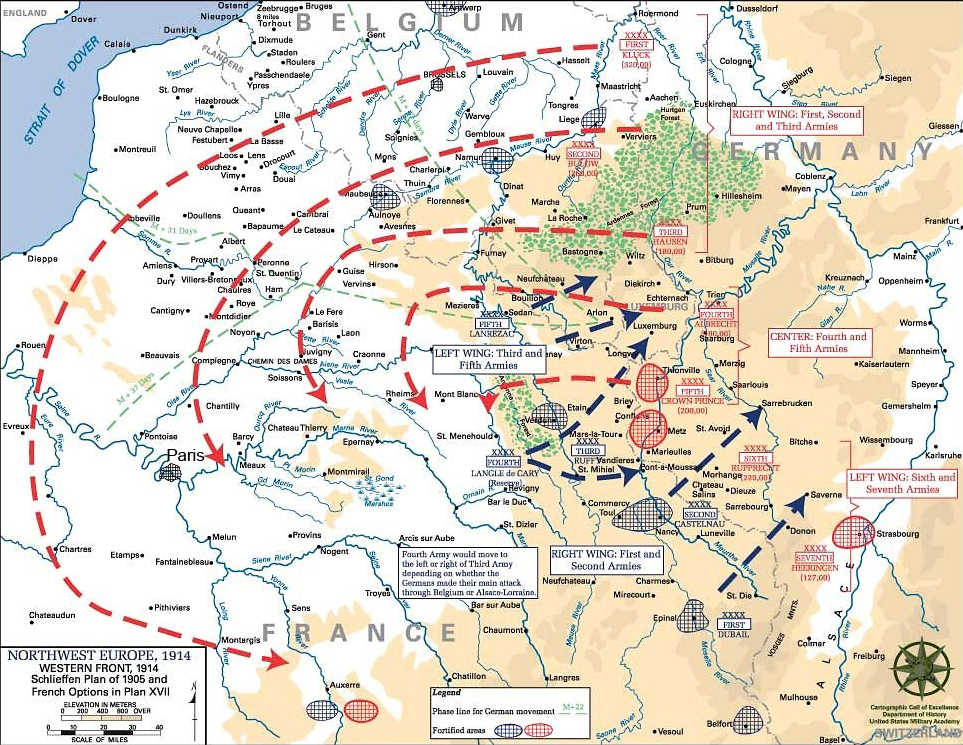
Schlieffenplanen och Plan XVII.

Enligt Schlieffenplanen skulle tyskarnas starka högerflank anfalla Frankrike genom Belgien för att kunna omringa den franska armén. Men de belgiska forten i Liège och Namur, som skyddade övergången av floden Meuse (tyska: Maas) var två av de modernaste i Europa och hade bekymrat Schlieffen. Men enligt den tyska krigsplanen måste Liège tas, så man avdelade en specialstyrka ur 2:a armén under befäl av general Otto von Emmich för att sköta uppgiften. Emmichs trupper gick över gränsen och in i Belgien den 4 augusti 1914. De belgiska trupperna försvarade sig bra de första dagarna, men efter att tyskarna fått fram Krupps nya 42 cm haubits tvingades forten i Liège att kapitulera den 16 augusti. Den 21 augusti hade haubitsarna flyttats till Namur och efter tre dagars beskjutning kapitulerade Namur.
Samtidigt anföll fransmännen tyskarna i Alsace-Lorraine för att ta tillbaka de områden man förlorat i det fransk-tyska kriget 1870–1871. Den 9 augusti anföll general Bonneaus 7:e armékår Mulhouse (tyska: Mülhausen), men tyskarna slog tillbaka och Bonneaus trupper drevs tillbaka till Belfort vid den schweiziska gränsen. Nästa offensiv inleddes i Lorraine med general Dubails 1:a armé och general de Castelnaus 2:a armé. Tyskarnas 6:e och 7:e arméer under befäl av kronprins Rupprecht av Bayern och general Josias von Heeringen drogs sig tillbaka under strid. Men den 20 augusti satte tyskarna igång en offensiv över hela fronten som drev fransmännen tillbaka till floden Meurthe, där det franska anfallet hade utgått ifrån, och där förberedde de ett försvar. Schlieffen hade sagt att man inte skulle anfalla i Lorraine, men Moltke kunde inte motstå frestelsen och påtryckningarna från sina generaler. Offensiven pågick mellan 25 augusti och 7 september men körde fast i fransmännens försvar vid Meurthe. Betydelsen av denna franska återhämtning skulle visa sig senare under kriget.
De franska 3:e och 4:e arméerna hade av Joffre fått ordern att marschera genom Ardennerna för att anfalla de belgiska städerna Arlon och Neufchâteau. Men tyskarna hade fått underrättelser om fransmännens rörelser och de överraskades av tysk eld i Ardennerna. Slaget om Ardennerna började den 21 augusti och tack vare överlägsen taktik kunde tyskarna driva fransmännen på reträtt mot Verdun och Sedan.

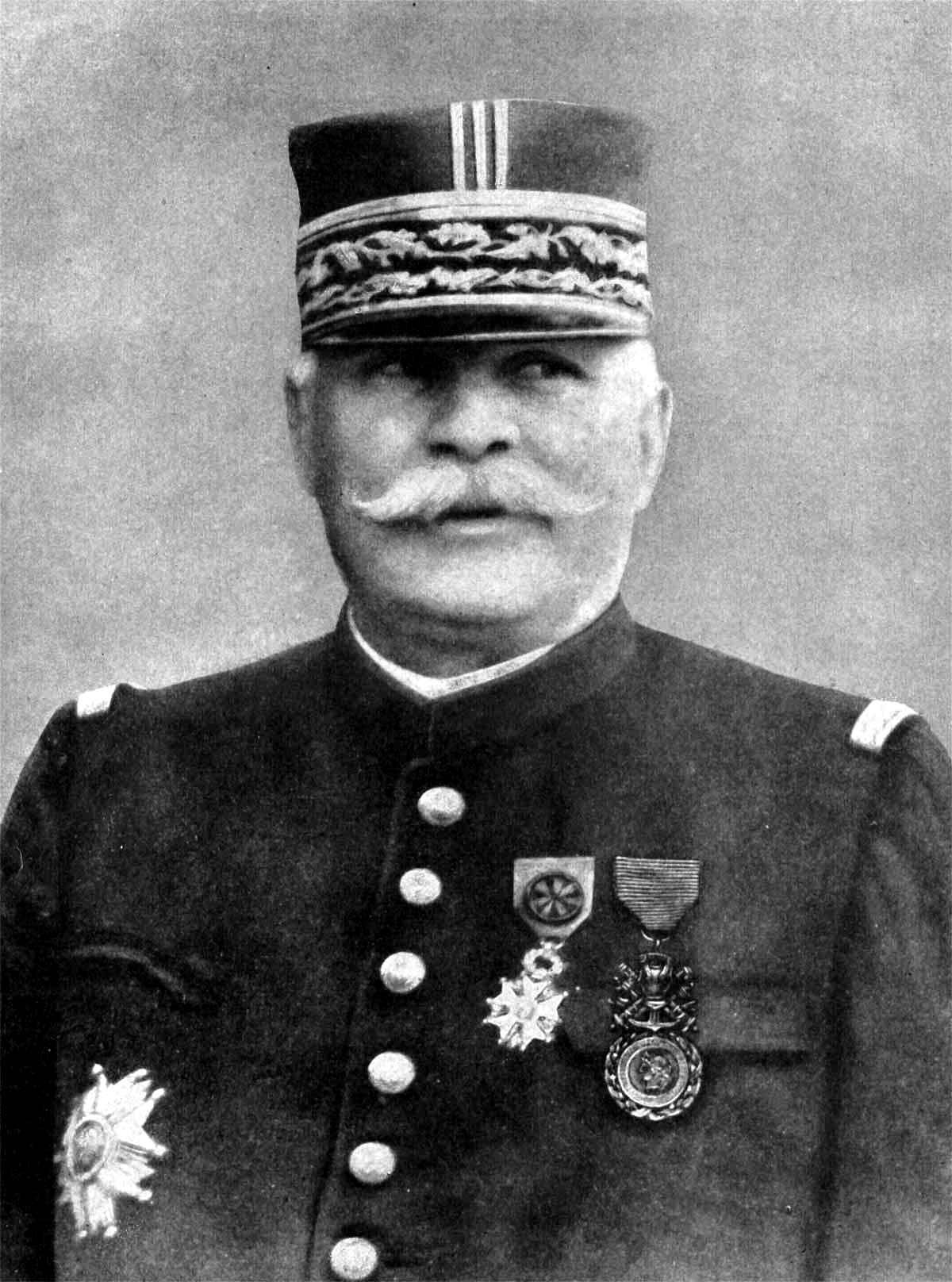
Joseph Joffre (1852-1931) blev fransk generalstabschef 1911 och blev vid första världskrigets utbrott högste befälhavare för de franska trupperna.

### Slagen vid Sambre och Mons (21-24 augusti)
Samtidigt som den franska offensiven i Lothringen (Lorraine) stoppades marscherade de tyska 1:a, 2:a och 3:e arméerna genom Belgien mot den franska gränsen. Vid Namur och längs floden Sambre hade franska 5:e armén inrättat sig till försvar. 21 augusti nådde tyska 2:a armén fram till Sambre och lyckades ta två brohuvuden vid Auvelais och Tergné. De franska motanfallen under kvällen misslyckades och innebar svåra förluster. Följande dag försämrades läget för fransmännen och strax före midnatt den 23:e telegraferade Charles Lanrezac till Joffre att 5:e armén måste retirera.
BEF (British Expeditionary Force) hade nått fram till Mons 22 augusti. French fick strax före midnatt 22 augusti en begäran om hjälp från Lanrezac. Denne ville att BEF skulle genomföra ett motanfall mot tyskarna. French gick med på att hålla Mons-Condékanalen i 24 timmar. De brittiska soldaterna grävde snabbt ner sig. Den brittiska armén hade lärt sig värdet av gräva bra skyttevärn under boerkrigen. En annan läxa var vikten av att kunna skjuta snabbt och med precision. Anfallen från den tyska 1:a armén slogs tillbaka. Under natten drog sig BEF tillbaka för att uppnå samband ned fransmännen. Det framkom då att franska 5:e armén tvingats längre tillbaka och inlett sin reträtt. På morgonen 24 augusti inledde BEF sin reträtt.

### Den stora reträtten
Schlieffenplanen verkade fungera. Tre tyska arméer svepte ner genom norra Frankrike så fort fötterna bar. Joffre hade dock insett faran och beordrade den 25 augusti defensiv på ententens högra flank, där förband drogs bort för att sändas till hjälp åt BEF, franska 4:e och 5:e armén att möta det tyska hotet mot Paris. Uppehållande strider förekom vid Le Câteau 26 augusti, där brittiska II. kåren led svåra förluster, samt vid St Quentin 27-29 augusti, där franska 5:e armén stoppade tyska andra armén. 27 augusti hade den tyska härens ledning bestämt sig för att försöka fullfölja Schlieffenplanen. Första armén skulle gå väster om Paris, andra rakt på och tredje öster om och övriga arméer skulle försöka dra sig åt väster för att täcka upp den stora luckan som skulle uppstå. Redan nästa dag sprack planen då von Kluck vek västerut för att anfalla franska 5:e armén i flanken. Detta accepterades av Moltke. Fransmännen gled dock undan österut och tyska andra armén hade gjort halt för återhämtning efter St Quentin. Detta medförde även att det hårt sargade BEF kunde dra sig undan för återhämtning.

### Slagen vid Marne och Aisne
Slaget vid Marne var det viktigaste slaget på västfronten under första världskriget. Här stoppades tyskarnas framryckning och hopp om en snabb seger. De tyska arméerna föll tillbaka efter slaget vid Marne. Moltke utfärdade 11 september en order om allmän reträtt till Aisne för 1:a till 6:e arméerna. Ställningarna vid Aisne skulle befästas och försvaras. Fransmännen återtog Reims 12 september. 13 september försökte franska 6:e armén gå runt de tyska ställningarna på Chemin des Dames i Compiègne men slogs tillbaka. BEF stoppades också framför Chemin des Dames. Endast franska 5:e armén lyckades hitta en lucka och nå Aisnes norra strand. Dagen efter fick Moltke sparken och ersattes av krigsministern Erich von Falkenhayn. De följande attackerna från ententen blev utan resultat. Både Joffre och Falkenhayn insåg att bästa möjligheten till framgång låg i att gå runt motståndarens flank ut mot havet.

### Kapplöpningen till havet
Området mellan Aisne och havet var nästan tomt på trupper. Parterna försökte gå runt varandras flanker. Hela tiden fördes nya trupper fram längs järnvägslinjerna. Till slut nåddes havet utanför Flandern. En sammanhängande, stillastående, frontlinje gick från Schweiz till Belgien.
Tyska armén genomförde en offensiv vid Ypern i syfte att ta kontroll över kanalhamnarna, vilket skulle försvåra underhållet av den brittiska expeditionskåren i Frankrike. Slaget innebar stora förluster på båda sidor men fransmän, belgare och britter lyckades stoppa tyskarnas anfall.

## 1915 års fälttåg

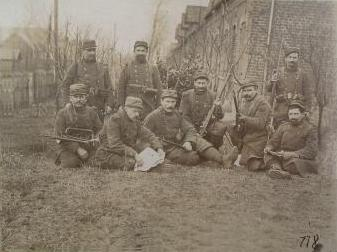
Franska soldater.

Ententen fortsatte att betrakta västfronten som den huvudsakliga krigsskådeplatsen, även om andra operationer prövades, som Gallipoli-operationen. Joffres plan för 1915 gick ut på att attackera den tyska ställningens skuldror i Champagne och Artois och skära av de järnvägslinjer som försörjde de tyska arméerna. Genombrottet skulle följas upp med ett nytt genombrott vid Verdun som skulle tvinga Tyskland att utrymma norra Frankrike och Belgien.
Den tyska krigsledningen hämmades av striden mellan Falkenhayn och Hindenburg. Den senare ville satsa mer på östfronten, medan Falkenhayn ville lägga tyngdpunkten i väster. Kompromissen lutade över till Hindenburgs fördel. Den tyska strategin var därför defensiv på västfronten för att kunna föra över trupp till östfronten, men ett nytt anfall vid Ypern planerades.

### Vinterslaget i Champagne 21 februari – 20 mars
För att binda upp tyska trupper på västfronten för att underlätta för ryssarna i Galizien gick 4:e franska armén till anfall vid Souain mot den tyska 3:e arméns front i Champagne. För första gången under kriget användes en två dagar lång artilleribeskjutning innan anfallet började. Anfallen ledde dock bara till mindre, partiella framgångar. Anfallen fortsatte i en månad men den tyska slaglinjen förblev obruten.

### Slaget vid Neuve Chapelle 10 – 13 mars
Till stöd för fransmännens offensiv i Champagne genomförde en brittisk och en indisk kår ett anfall i Artois. Efter en begränsad offensiv erövrades Neuve Chapelle, men några vidare framgångar uppnåddes inte.

### Andra slaget vid Ypern 22 april – 25 maj
Tyskarna använde klorgas i strid för första gången, vilket initialt ledde till panik hos de franska trupperna. Tyskarna förmådde inte följa upp de inledande framgångarna och avancerade endast cirka 5 km. Britternas front bildade nu en halvcirkel runt Ypern. Detta känsliga läge ledde till nya strider senare under kriget.

### Slagen i Artois 9-15 maj samt 25 september – 14 oktober

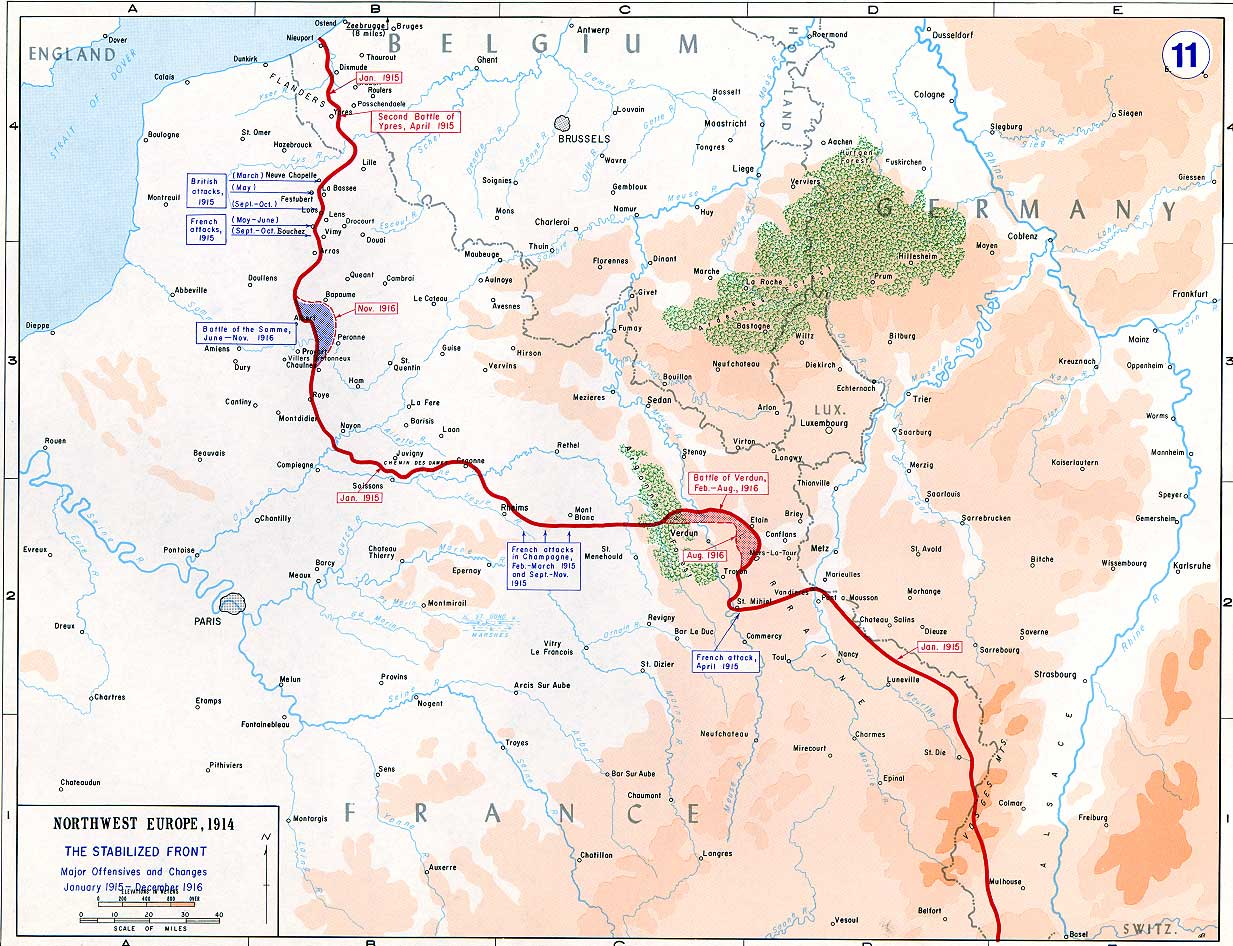
Västfronten 1915-1916.

9 maj anföll brittiska trupper de strategiskt viktiga Aubershöjderna och en vecka därefter fransmännen Vimyhöjderna i Artois. Britterna nådde ingenstans och fransmännen intog höjden men drevs tillbaka av tyska reserver.
Ett nytt försök gjordes i slutet av september då krigsmaterielindustrin fått fram tillräckligt med vapen och ammunition. Förberedelserna hade också förvarnat tyskarna. Förlustsiffrorna skrivs till 50 000 britter, 48 000 fransmän och 20 000 tyskar döda och sårade.

### Höstslaget i Champagne 22 september – 31 oktober
Med anledning av utvecklingen på östfronten ansåg den franska ledningen att tidpunkten var lämplig att orsaka ett genombrott. Samtidigt som britterna anföll i Artois satte sig franska 2:a och 4:e arméerna i rörelse i Champagne. Tjugo divisioner understödda av 1 000 tunga pjäser anföll på en 32 km bred front. Striderna resulterar inte i annat än 144 000 stupade och sårade franska soldater mot 85 000 tyska.

## 1916 års fälttåg

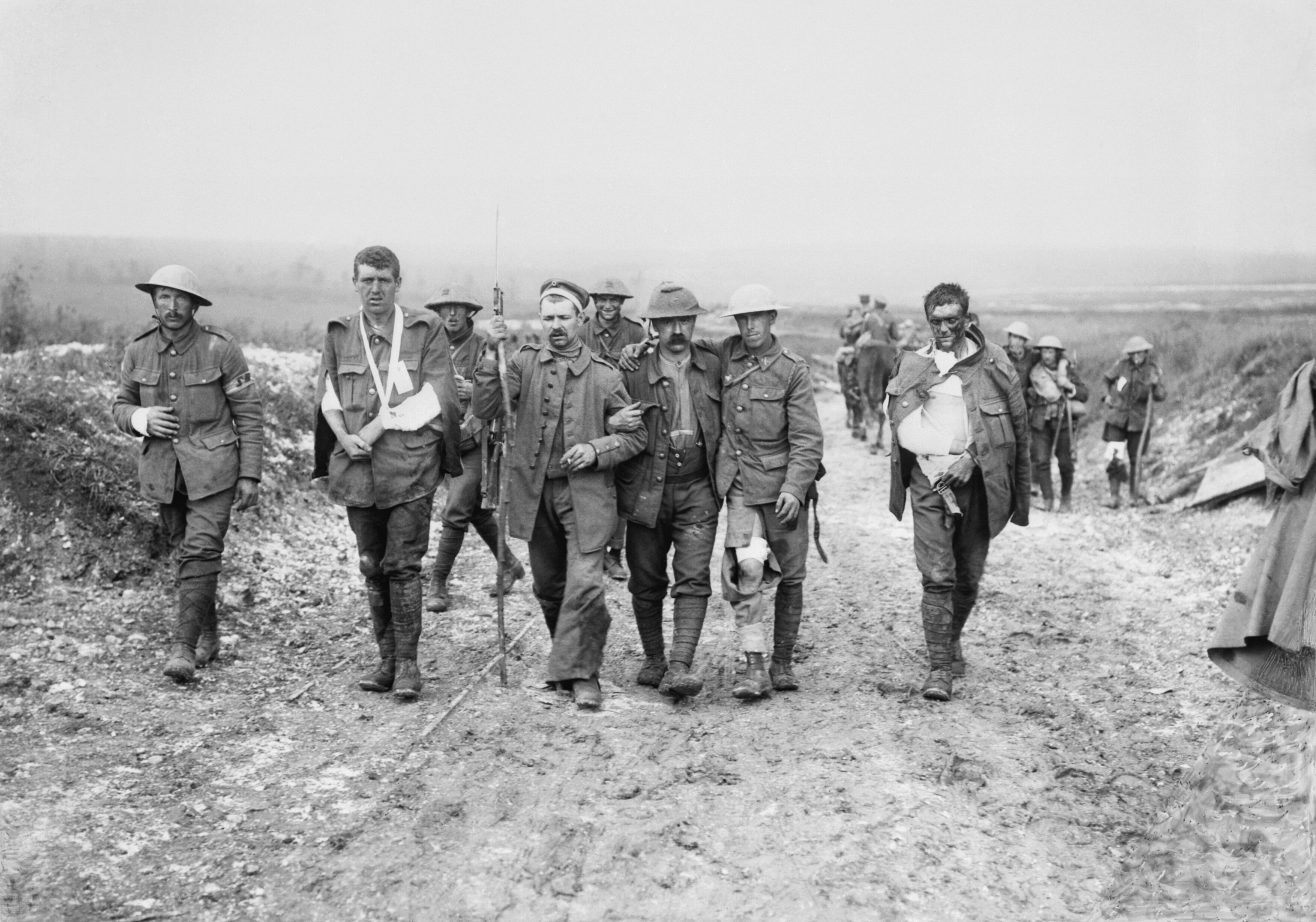
Sårade engelska soldater, Slaget vid Somme 1916.

### Verdun
Kriget på västfronten hade blivit ett hemskt krig, något som kom att exemplifieras av det tyska anfallet mot fästningsstaden Verdun 1916. 
Planen som den tyska generalstabschefen Erich von Falkenhayn fått fram för den tyska operationen var mer än hänsynslös. Tyskarna skulle attackera den punkt som fransmännen kunde väntas försvara till varje pris, ty syftet var inte att inta någon strategisk eller politisk viktig plats, utan att man skulle åderlåta Frankrikes armé. Målet var att Frankrike skulle be om fred om denna topphemliga plan skulle gå i lås. Utanför generalstaben trodde de som slogs vid Verdun att målet var att inta Verdun. Planen var såpass hemlig att till och med den tyska kronprinsen, som ledde en av arméerna vid Verdun, hölls ovetande.
Tyskarna anföll Verdun som hade en strategisk position i vinkeln mellan den norra och östra delen av Västfronten. Falkenhayn räknade med att Frankrike skulle försvara Verdun till sista man på grund av det strategiska läget, Verduns historiska betydelse och för att en fransk förlust skulle kunna påverka befolkningens moral negativt.
Anfallet varade mellan februari 1916 och december samma år, under vilket slaget blev ett klassiskt skyttegravsslag. Trots inledande framgångar från den tyska sidan pressades de till slut tillbaka av fransmännen. Förlusten ledde till att Falkenhayn förlorade sin post som generalstabsschef och att han ersattes av Paul von Hindenburg. Mellan 1914 och 1918 stred sammanlagt 105 tyska och 88 franska divisioner vid Verdun, vilket med en genomsnittlig divisionsstyrka på 12 000-15 000 motsvarar cirka 2,5 miljoner soldater.
Trots att ingen sida vid slaget vid Verdun vann en storskalig seger fick slaget en viktig status. För både Frankrike och Tyskland kom striden att symbolisera första världskrigets och den nya industrialiserade krigföringens brutalitet. De ihållande artilleribombardemangen och de påföljande infanteriattackerna som ofta föll offer för kulsprutelden tog sammanlagt cirka 360 000 fransmän och 340 000 tyskars liv. De 700 000 soldater som sårades eller dödades  hade gett sina liv för att vinna runt 10 km totalt ödelagd och än idag oanvändbar mark.

### Somme

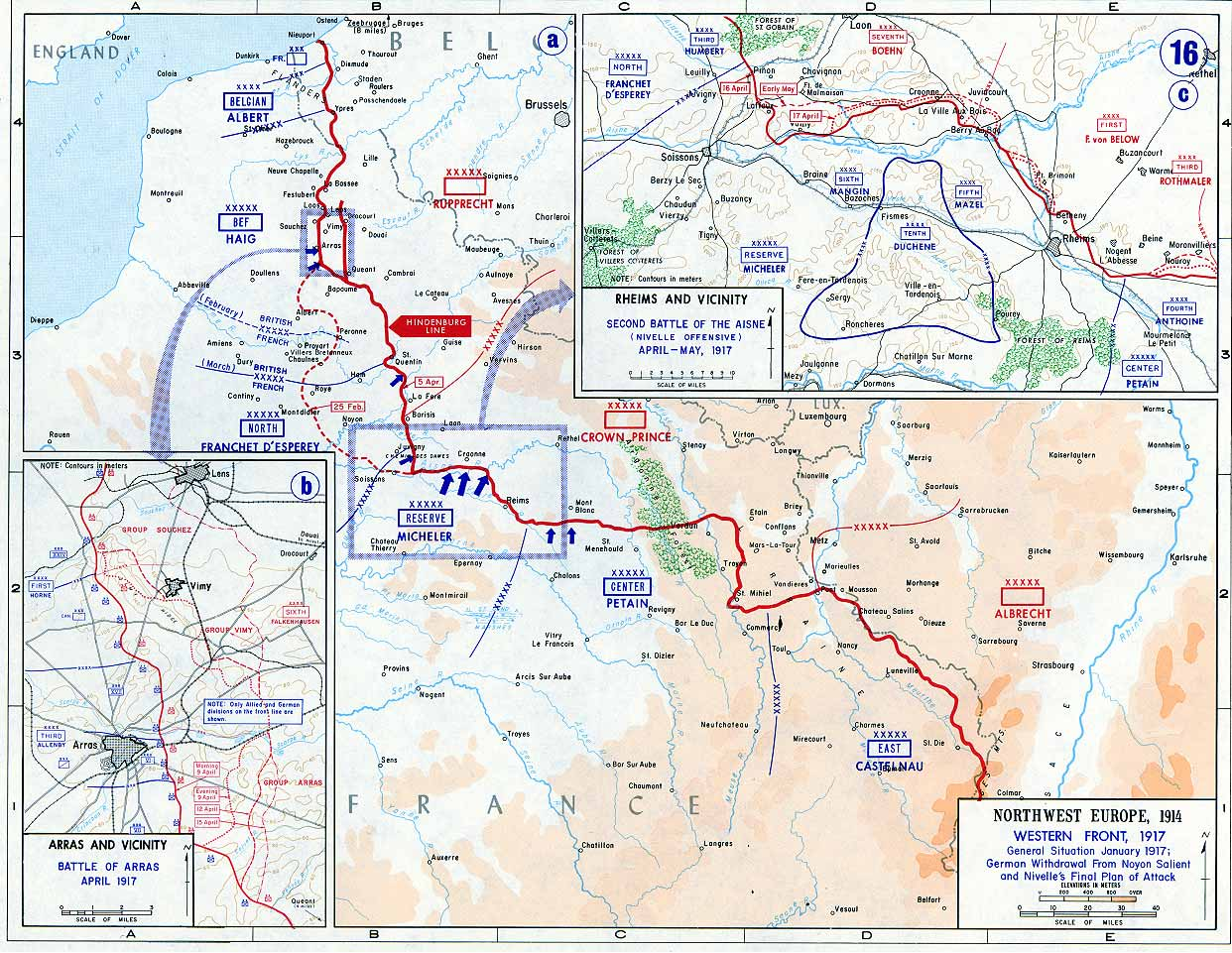
Västfronten 1917.

Som tyskarna hoppades beslutade engelsmännen, inte minst för att det goda alliansförhållandet mellan dem och Frankrike skulle bevaras, att de skulle ta på sig en större del av ansvaret, och inledde därför ett anfall vid floden Somme den 1 juli 1916. Efter elden hade upphört kunde de tyska soldaterna krypa fram ur sina djupt nedgrävda skyddsrum och öppna eld mot de angripande brittiska soldaterna. Ett fruktansvärt blodbad blev resultatet. Britterna förlorade sammanlagt 57 000 man i stupade, sårade och saknade under de första timmarna. Den 5 juli avbröts stormanfallet, och en mer än fyra månader lång strid följde. Fyra miljoner soldater hade deltagit i striderna. De allierade misslyckades och sammanlagt dödades eller sårades 419 654 britter, 194 451 fransmän och uppskattningsvis fler än 600 000 tyskar.

## 1917 års fälttåg
Över två års krigföring med misslyckade offensiver hade gjort den franska regeringen tvivlande till Joffres förmåga att föra kriget till seger. General Robert Nivelle lovade att kunna omsätta sina framgångar från slaget vid Verdun i större skala. Han ersatte Joffre som fransk överbefälhavare och planerade att bryta igenom flankerna på den tyska frontutbuktningen mellan Arras och Reims.
På den tyska sidan var det också ny krigsledning eftersom Hindenburg och Erich Ludendorff tagit över efter Falkenhayns misslyckande vid Verdun. Deras strategi var att spara på trupperna på västfronten för att göra slut på kriget på östfronten och på Balkan. De lät uppföra en starkt utbyggd försvarslinje öster om Somme och genom att retirera dit den 16-18 mars korta frontlinjen och frigöra 10 divisioner. Tyskarna hade även tagit lärdom av Nivelles framgångsrika anfall vid Verdun och ändrat försvarstaktiken. Frontlinjen skulle bemannas med minsta möjliga truppstyrka medan motangreppsdivisioner väntade utanför artilleriets räckvidd.

### Slaget vid Arras
Efter fem dagars artilleribombardemang med över 2 800 pjäser, en per var nionde meter av fronten, gick BEF till anfall med mål att ta Vimyåsen och därefter låta kavalleriet stöta söderut och möta de franska trupperna som samtidigt anföll Chemin des Dames 13 mil bort. Första dagen var mycket lyckad och Vimyåsen intogs av kanadensiska trupper, men därefter stelnade situationen igen. Haig lät dock anfallet fortgå in i maj för att avlasta den franska armén.

### Nivelleoffensiven (16-29 april 1917)
Den andra april inleddes det massiva franska artilleribombardemanget av de starka tyska ställningarna på Chemin des Dames. Nyheterna om de brittiska framgångarna vid Arras fick soldaterna att hoppas på en seger och ett slut på kriget även här.. På morgonen 16 april satte sig det franska infanteriet i rörelse. 19 divisioner från 5:e och 6:e arméerna. I dimma och snöblandat regn fastnade trupperna i den leriga och sönderskjutna terrängen. Detsamma gällde de 128 stridsvagnar som deltog i anfallet. Först på anfallets tredje dag nåddes Chemin des Dames. 17 april anföll även 4:e armén öster om Reims. Efter fem dagar strider och med förluster på 130 000 man avstannade offensiven. De tyska förlusterna uppgick till endast fjärdedelen. De hade också tvingats uppge 6 km terräng på en frontsträcka på 25 km men huvudförsvarslinjen var intakt.
Det som inte var intakt var den franska arméns stridsvilja. Det meningslösa slaktandet ledde till myterier och omfattande protester bland soldaterna. Robert Nivelle tvingades att avgå och ersattes av Philippe Pétain som ansågs vara en general som månade om soldaterna. Ordningen återställdes med tiden, men inga fler franska offensiver genomfördes 1917. 

### Brittisk offensiv i Flandern
Den 21 maj inledde britterna ett tre veckor långt artilleribombardemang av Messineshöjden som hade hållits av tyskarna sedan 1914. Under de tyska skyttegravarna grävde de också tunnlar som fylldes med tonvis med sprängämnen. På morgonen den 7 juni sprängdes minorna och general Plumers 2:a armé gick till anfall och mötte svagt motstånd från de tyskar som överlevt bombardemanget, men efter den inledande framgången körde anfallet fast i leran. 

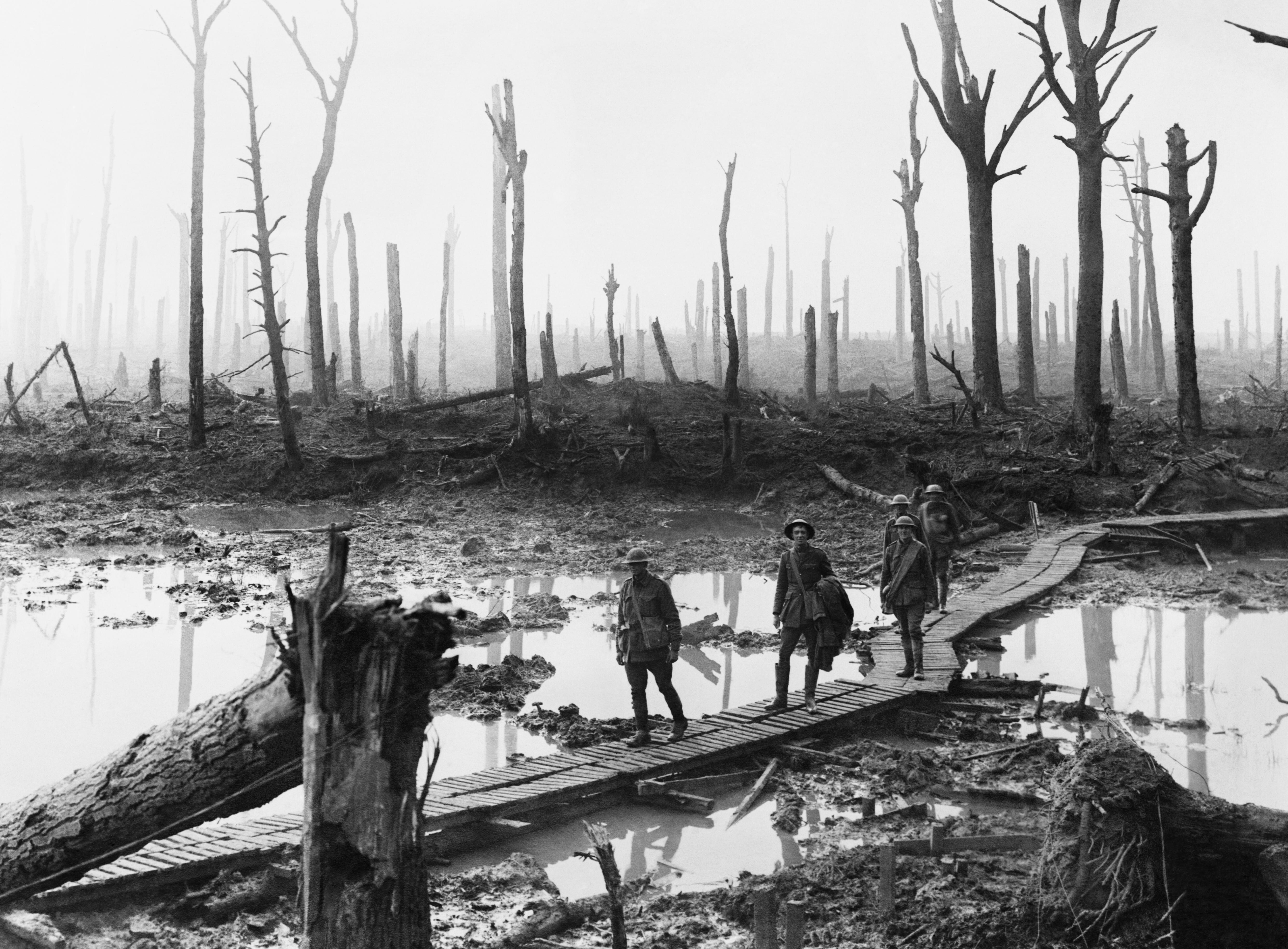
Australiska soldater i Châtaeu Wood, nära Ypern.

I slutet av juli började britterna, nu med hjälp av amerikanska styrkor, nya offensiver vid Ypern som ledde till det tredje slaget vid Ypern. Premiärminister Lloyd George var kritisk till offensiven och var rädd för ett nytt Somme där stora mänskliga förluster offrades för en liten materiell och territoriell vinst. Den tyska "Flandernställningen" var en av de starkaste ställningarna på hela västfronten och var hela nio led djup. Offensiven syftade egentligen till att hota de tyska ubåtsbaserna vid den belgiska kusten men begränsades till ett avancemang till högre terräng där man inte var under konstant uppsikt av det tyska artilleriet. 
Det första anfallet, som genomfördes vid Gheluveltplatån sydost om Ypern, föregicks av 15 dagars artilleribeskjutning. Den 31 juli gick den 2:a och 5:e armén, tillsammans med 136 stridsvagnar, till anfall. Men på eftermiddagen gick tyskarna till motangrepp och stoppade de brittiska anfallen. Regnet började också falla och förvandlade marken till lervälling och gjorde att offensiven avbröts den 4 augusti. Haig var ganska nöjd med resultatet av offensiven och han sa att anfallet utvecklat sig "högst tillfredsställande och med försumbara förluster". Med de franska förlusterna inräknade uppgick de allierade döda och sårade till 35 000, tyskarna hade lidit motsvarande förluster.
Anfallen fortsatte den 16 augusti mot Langemark, där den brittiska 5:e armén lyckades avancera 500 meter. En kanadensisk kår satte in ett avledningsanfall vid Lens och offensiven vid Gheluvelt återupptogs, men mycket liten terräng vanns och förlusterna var stora. Offensiven återupptogs återigen den 27 augusti i ett försök att ta två sönderskjutna skogar norr om Gheluvelt. Men marken var så hal och full med vattenfyllda granatgropar att de anfallande soldaterna inte hann med den rullande stormelden och soldaterna lämnades oskyddade på öppen mark. Anfallet avbröts i september och man bestämde sig för att byta till en försiktigare taktik.
Den nya taktiken gick ut på att göra små avancemang under stöd av massiv artillerield. Taktiken var inledningsvis mycket framgångsrik och under slutet på september och början av oktober kunde man ta Menin Road, Polygon Wood, Brodseeinde och Gheluveltplatån hade äntligen blivit tagen. Men tyskarna anpassade sig snabbt till den nya taktiken och genomförde motanfall på samma sätt. 
Den 12 oktober genomförde nyzeeländska och australiska trupper ett anfall mot Passchendaele (första slaget vid Passchendaele) för att kunna nå fiendens bakre linjer. Anfallet misslyckades eftersom det understödjande artilleriet körde fast i leran. Anfallet återupptogs den 26 oktober genom kanadensiska styrkor, som bröt igenom tyskarnas linjer och den 10 november hade man säkrat det som fanns kvar av Passchendaele. Det andra slaget vid Passchendaele hade kostat kanadensarna 15 634 döda och sårade.

### Slaget vid Cambrai
Lervällingen i Flandern hade inte lämpat sig för stridsvagnar, men då offensiven i Flandern framstod som allt mer meningslös gav Haig sin tillåtelse till ett anfall vid Cambrai där ett anfall med 381 stridsvagnar understödda av 6 infanteridivisioner och 1 003 kanoner sattes in den 10 november. Eftersom området vid Cambrai varit lugnt så länge försvarades det bara av sju underbemannade divisioner. Till en början gick anfallet bra, på flera platser avancerade man ungefär sex kilometer, men i centern sköts stridsvagnarna sönder av välutbildat artilleri. På båda flankerna hade britterna brutit igenom tyskarnas linjer, men motståndet i centern gjorde att något avgörande avancemang inte kunde åstadkommas. Den 30 november inledde tyskarna ännu ett av sina framgångsrika motanfall och lyckades på tio dagar ta tillbaka all förlorad mark.

## 1918 års fälttåg

### Tyska offensiver under vår och sommar

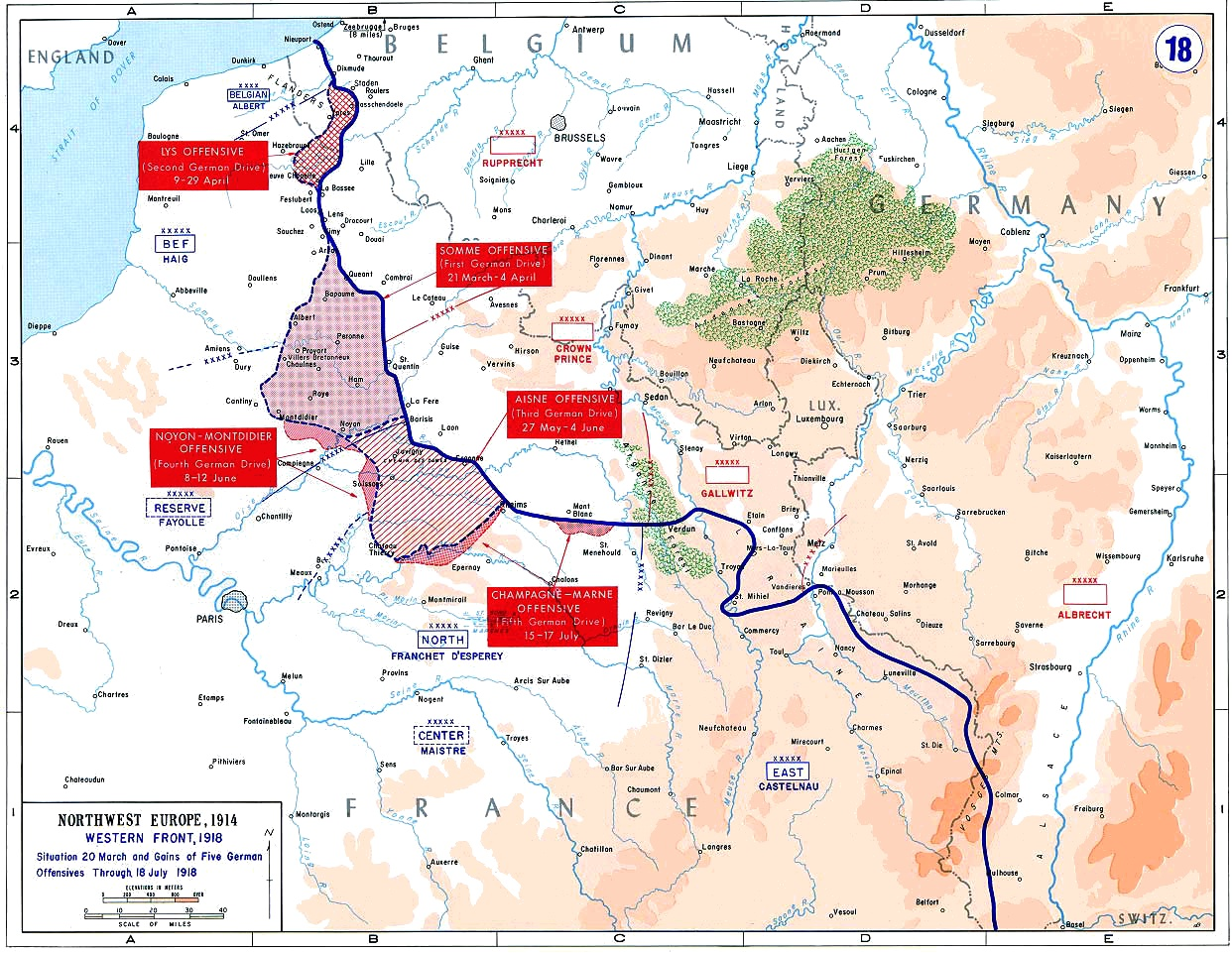
De tyska offensiverna våren 1918.

Efter USA:s inträde i kriget 1917 var det nödvändigt för ett allt mer ekonomiskt försvagat Tyskland att uppnå en seger på västfronten - innan miljonarméerna från USA var stridsklara. Genom segern på östfronten fanns trupper tillgängliga. Erich Ludendorff bestämde att anfallet skulle sättas in i mars mot britterna. Tyskarna gick till attack den 21 mars vid Somme, ett område som var helt sönderbombat efter 1916 års slag. Tyskarna hade inledningsvis stora framgångar och lyckades vinna mycket territorium. Men inte mycket var vunnet eftersom man inte lyckades ta den viktiga staden Amiens. Tyskarnas offensiv mot Amiens hade dragit bort stora delar av försvaret av kanalhamnarna Calais, Boulogne och Dunkerque. Den 9 april inledde tyskarna en offensiv och lyckades ta Messineshöjderna. Men på grund av logistiska problem kunde anfallet stoppas genom allierade motoffensiver. Britterna övergav det jämförelsevis värdelösa territorium de tagit med enorm blodspillan föregående år vid Ypern för att kunna försvara de tyska attackerna.
Tyskarna planerade nu ytterligare offensiver vid Aisne för att dra bort styrkor från kanalen. Det strategiska målet var att dela den franska och brittiska armén innan de amerikanska armén hade nått full styrka. Den 27 maj anföll tyskarna mellan Soissons och Rheims. Den tyska artillerielden gjorde att den allierade fronten kollapsade och tyskarna kunde avancera mot Marne och hade Paris inom räckhåll. Det tyska avancemanget stoppades vid Château-Thierry av amerikanska och senegalesiska trupper. Ludendorff fortsatte nu offensiven västerut för att dra ännu mer allierade trupper söderut och för att få kontakt med de tyska trupperna vid Amiens. Fransmännen hade varnats för attacken och artillerielden var nu inte lika effektiv, men tyskarna kunde ändå avancera till de stoppades av en fransk motoffensiv den 11 juni.

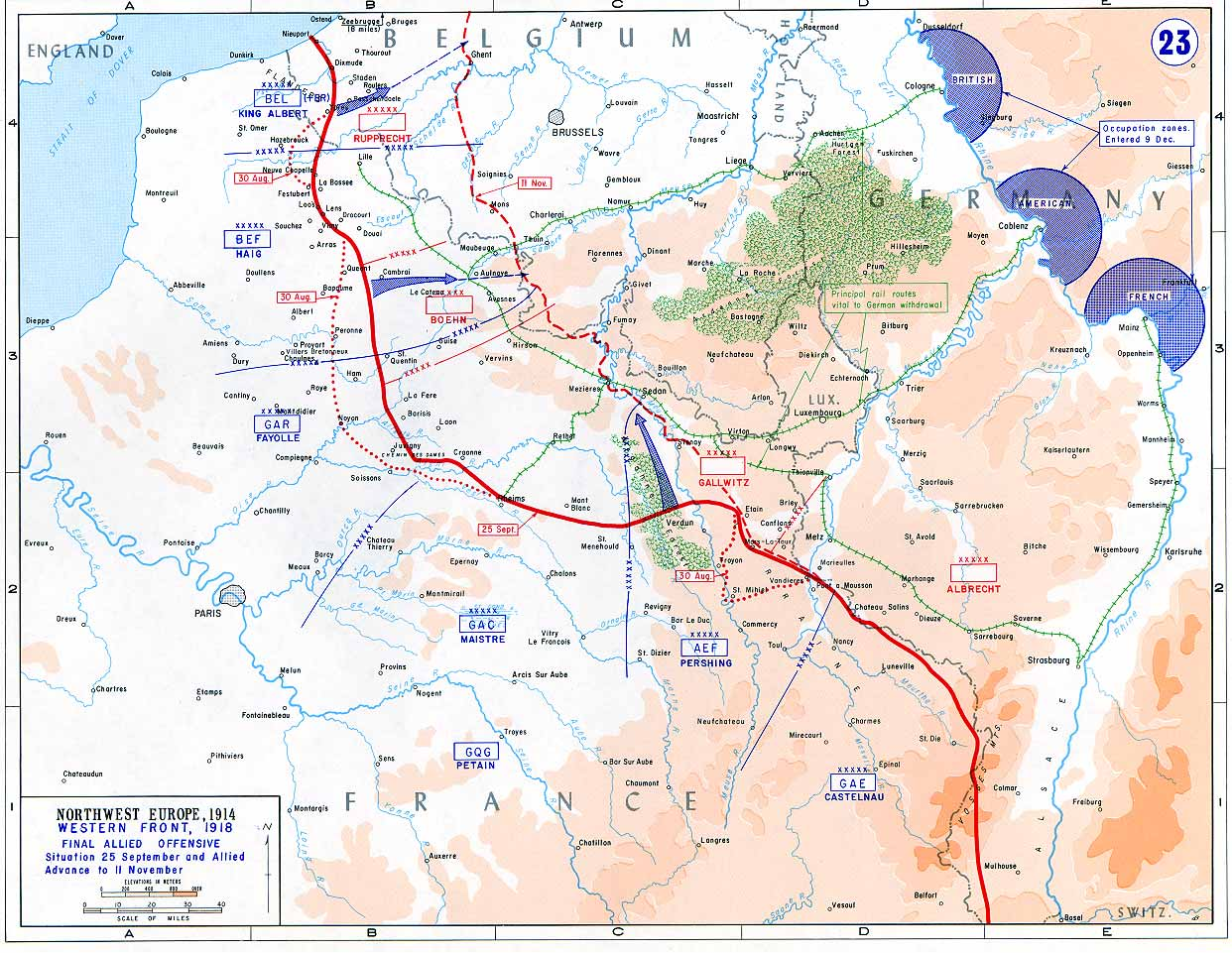
Ententens offensiv hösten 1918.

Den sista tyska offensiven sattes in den 15 juli med en attack öster om Rheims men stoppades av ett djupt franskt försvar. Trots att tyskarna kunde gå över floden Marne sydväst om Rheims kunde fransmännen gå till motoffensiv den 18 juli och hotade att skära av tyskarnas reträtt. Tyskarna lyckades dock retirera men initiativet hade nu gått över till de allierades sida. Sammantaget ledde de tyska offensiverna till en relativt stor territoriell vinst, men av ganska litet värde. Deras trupper var utmattade, i utsatta positioner och man hade svårt att få in nya soldater för att täcka förlusterna. De allierade var svårt sårade men inte slagna. De amerikanska nyanlända styrkorna gjorde att de kunde ersätta sina förluster.

### Ententens slutoffensiv under hösten
Under trycket av de tyska offensiverna hade ententen äntligen stärkt krigsledningen genom att utse en överbefälhavare, Ferdinand Foch. De gick till attack med australiska, kanadensiska, brittiska och franska styrkor den 8 augusti vid Amiens. Anfallet bestod av 10 divisioner med 500 stridsvagnar och bröt igenom de tyska linjer och tvingade tyskarna att retirera mot Hindenburglinjen. Douglas Haig valde nu trots påtryckningar från Foch att avbryta offensiven vid Amiens och istället anfalla vid Somme. Den 21 augusti anföll den brittiska 3:e armén, med en extra amerikansk kår vid Albert. Offensiven var lyckad och även här tvingades tyskarna retirera till Hindenburglinjen. Det tyska försvaret bestod nu av Hindenburglinjen, en serie befästningar mellan floden Aisne och Arras. De allierade bröt igenom linjerna på flera ställen under anfall i september. Det tyska försvaret fortsatte in i november när en revolution i Tyskland tillsatte en ny regering som omedelbart skrev under en vapenvila i Compiègneskogen.

## Skyttegravarna

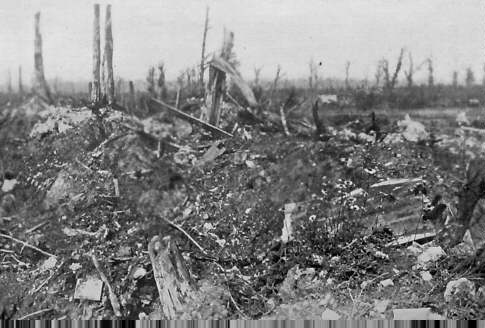
Ingenmansland under kriget.

Fronternas stillastående blev snart ett problem för de båda arméerna. Ett komplicerat system med hoplänkning av skyttegravar byggdes för att trupperna skulle kunna dra sig tillbaka eller bort från en linje som blev beskjuten. Mellan skyttegravarna låg en sönderskjuten, öde landremsa. Det var ingenmansland, ibland kilometerbred, ibland inte mer än 50 meter. Västfrontens skyttegrav sträckte sig från Schweiz till Engelska kanalen. Detta resulterade i en i fyra år stillastående frontlinje. Detta gjorde också att artilleriet inte längre kunde ägna sig åt prickskjutning utan tvingades att täcka hela områden med bomber, vilket gjorde att ammunitionsförbrukningen steg till väldiga höjder.
Det mesta av dödandet under skyttegravskriget sköttes av artilleriet medan fotsoldatens uppgift var att se till att fienden höll sig på plats. På nätterna grävde man för att få till något som liknade en skyttegrav. Det gällde att vara en bra grävare för när solen gick upp började artilleriet skjuta på mål, vilket var männen som satt där. När mörkret föll på igen fick alla som fortfarande var vid liv skynda sig till och laga alla sönderskjutna väggar för att sedan få göra det nästa natt och natten efter och så vidare.

## Tekniska nyheter
De viktigaste militära nyheterna under första världskriget var stridsgas, stridsvagnar och flyg.

### Gasbomber

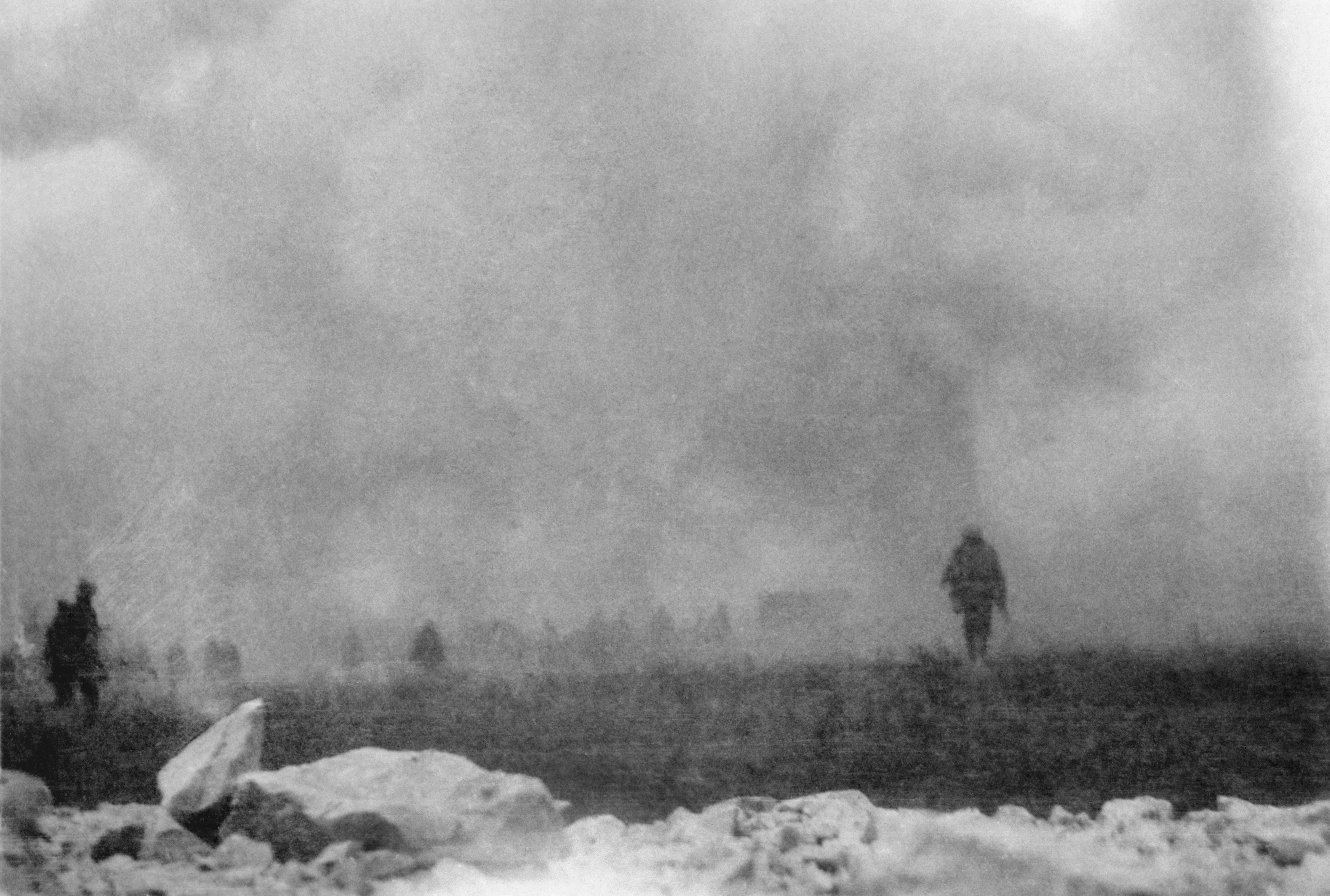
Brittiska infanteriet avancerar genom ett gasmoln (1915).

Gasangrepp syftade inledningsvis till att röka ut motståndarna med tårgas så att de inte kunde se och hålla nere fiendens artilleri. Gaskrigföringen utvecklades snart till att inbegripa giftgas sedan tyskarna började använda sig av klorgas som förstörde offrens andningsorgan vilket ledde till att de kvävdes till döds. När klorgas användes för första gången vid Ypern den 22 april 1915 kom detta som en överraskning för den franska armén som var helt oförberedda på detta. Det skapade panik i de franska leden men man lärde sig snart att skydda sig. I början skyddade man sig genom att hålla enkla bomullsbitar, indränkta i bikarbonat och soda, mot ansiktet. Soldater fick även rådet att i nödsituationer använda urinindränkt tyg. Skyddet effektiviserades när man började använda gasmasker.  Tyskarna utvecklade dock en mera skadlig gas – senapsgasen. Den användes första gången i september 1917. Den visade sig vare mer svår att skydda sig emot eftersom den gav både in- och utvändiga skador på kroppen samt att den kunde ligga kvar vid marken i veckor efter ett utsläpp.
Gas var en ganska riskabel krigföringstaktik, för om vinden ändrade riktning kunde gasen blåsa tillbaka och skada eller döda egna soldater.

### Fordon
Stridsvagnar, eller så kallade tanks, insattes för första gången den 16 september 1916 vid Somme av britterna. Vagnarna var dock tekniskt ganska odugliga. Flyget fick under kriget en snabb teknisk utveckling. I huvudsak användes flyget för spaning. Kända flygplan som användes är bland annat engelska Sopwith Camel och tyska Fokker Dr.I vilket bland annat flögs av Manfred von Richthofen som är mer känd under namnet Röde baronen. Zeppelinare användes i viss mån som bombare och spaningsfarkoster. De hade fördelen att kunna bära större bomblast och fler vapen samt att de hade längre räckvidd än flygplan, men deras största svaghet var deras känslighet för eldgivning.

### Vapen
Första världskrigets bästa eller kanske förskräckligaste exempel på dödliga vapen var kulsprutan. Kulsprutan kunde ensamt täcka ett helt område med eld. Denna maskin var en av den första grunden för västfrontens typiska "anfall följt av motanfall". När motståndararmén anfaller skjuter man dem och efter detta anfaller man själv och beskjuts av fienden.